# Shadowgun
Shadowgun est un jeu vidéo de tir à la troisième personne de 2011 développé et publié par Madfinger Games pour iOS, BlackBerry PlayBook et Android. Le jeu a été suivi de suites à succès Shadowgun: Deadzone (2012), Shadowgun Legends (2018) et Shadowgun War Games (2019) axé sur le gameplay PvP par équipe et les esports. En 2013, le jeu a été porté sur Ouya et BlackBerry 10, et est également sorti en tant qu'application préinstallée sur la GameStick de PlayJam (en) pour tous ceux qui ont soutenu la campagne Kickstarter de la GameStick.

## Gameplay
Dans Shadowgun, les joueurs utilisent les commandes virtuelles de l'écran tactile pour contrôler le protagoniste, John Slade. Les commandes sont constituées d'un stick analogique sur la gauche, utilisé pour les mouvements, et de boutons d'action contextuels sur la droite, utilisés pour tirer ou interagir avec l'environnement. Un élément majeur du gameplay de Shadowgun est son système de couverture, qui permet aux joueurs de se mettre à couvert lorsque cela est nécessaire, Slade se cachant derrière des murs et des barrières pour éviter les tirs ennemis, et ouvrant le feu lui-même au moment opportun.
Chaque niveau comporte des logos cachés de Shadowgun qui, une fois trouvés, débloquent des pages de la « Shadowpedia », qui donne des informations sur les personnages, les ennemis, les armes et les lieux du jeu.

## Histoire
Le jeu se déroule en 2350, lorsque des sociétés intergalactiques en corporation sont devenues l'équivalent de gouvernements, attaquant des planètes lointaines pour leurs ressources et agissant indépendamment des lois de la Fédération planétaire. La plus puissante de ces sociétés est Toltech Enterprises, qui contrôle 75% des ressources de la galaxie connue. Les chasseurs de primes et les mercenaires travaillent à la fois pour des sociétés et des gouvernements planétaires, prêtant leurs services au plus offrant, quelle que soit la mission. Les meilleurs de ces tueurs à gages sont connus sous le nom de « Shadowguns ».
Au début du jeu, John Slade, un Shadowgun renommé, est chargé par Toltech de retrouver le Dr Edgar Simon, un bio-ingénieur autrefois employé par Toltech qui a volé une série d'échantillons génétiques. Simon s'est installé sur la planète Eve, et Toltech veut qu'il lui soit rendu mort ou vif, mais de préférence vivant. Slade se rend sur Eve à bord de son vaisseau, le Rook, pensant que la mission sera facile. Cependant, alors qu'il pénètre dans l'atmosphère d'Eve, sa barge d'atterrissage est frappée par un missile non détecté auparavant. Il s'écrase près d'une mine abandonnée et, depuis le Rook, son copilote androïde, S.A.R.A. (Sentient Android Registered Assistant), indique qu'elle ne peut pas scanner la surface de la planète, car ses scans sont bloqués ; Simon sait que Slade est arrivé.
Immédiatement, Slade est attaqué par des mutants armés. Après les avoir tués, il télécharge un échantillon de tissu vers S.A.R.A., qui lui dit que l'installation émet un signal d'occultation pour empêcher les scans, et qu'elle est donc incapable de localiser Simon. Slade se dirige vers la tour d'occultation et utilise une excavatrice pour la détruire. Le S.A.R.A. informe alors Slade que les mutants sont les indigènes génétiquement modifiés de la planète ; Simon mène des expériences sur la population indigène.
Slade se rend dans l'installation, combattant les mutants au fur et à mesure. Il finit par trouver Simon sur une table d'opération, le cerveau enlevé. Slade est alors attaqué par un mecha géant dans lequel a été placé le cerveau de Simon. Slade s'enfuit et est contacté par Toltech, qui lui dit qu'ils veulent le cerveau de Simon à tout prix. Alors que Slade poursuit Simon, il découvre que Simon était en fait sur Eve depuis le début, c'était sa base d'opérations lorsqu'il était encore employé par Toltech ; ses recherches en génie génétique étaient financées par Toltech, qui voulait qu'il construise une armée de mutants pour eux. Cependant, Simon s'est pris pour un dieu, a tué toute son équipe de recherche et s'est approprié l'armée. Slade finit par détruire Simon, et le joueur a le choix de récupérer ou non son cerveau pour Toltech. Si le joueur choisit de récupérer le cerveau, le jeu se termine avec Toltech qui remercie Slade et lui annonce que ses frais ont été payés. Si le joueur détruit le cerveau, le jeu se termine avec Slade disant à S.A.R.A. que Toltech sera à leur recherche, mais que malgré cela, ils partent en vacances.
Les missions de l'extension The Leftover reprennent immédiatement là où le jeu principal se termine, avec Slade qui vient de détruire Simon. Il demande à S.A.R.A. de lui envoyer un vaisseau pour qu'il puisse retourner sur la Tour, mais il doit d'abord activer un émetteur. Avant qu'il ne puisse le faire, le Rook est attaqué par des vaisseaux Toltech, et une équipe de soldats Toltech est envoyée sur la planète. Slade est coupé de S.A.R.A. et doit se frayer un chemin parmi les soldats Toltech. Il découvre que l'équipe a été envoyée pour mettre l'armée mutante sous le contrôle de Toltech et qu'il est lui-même considéré comme superflu. Slade décide de détruire toute l'installation en surchargeant le noyau électrique principal. Il y parvient et est ensuite secouru par un S.A.R.A. endommagé dans un vaisseau.

## Extension et spin-off
Le 21 décembre 2011, un pack d'extension, intitulé Shadowgun: The Leftover, a été publié pour la version iOS de Shadowgun. L'extension a ajouté quatre nouveaux niveaux se déroulant après les événements du jeu original, a ajouté une capacité de rouler, un niveau de difficulté réajusté et des améliorations graphiques au jeu principal, comme le tremblement de la caméra et les traînées de balles. L'extension a été publiée pour Android le 28 janvier 2012.
En 2012, un jeu dérivé, Shadowgun: Deadzone, est sorti sur l'App Store et Google Play. Le jeu n'est pas une suite de Shadowgun, mais est un jeu multijoueur utilisant le même moteur, les mêmes graphismes et le même milieu.
Le 15 août 2016, Madfinger Games a annoncé une suite, Shadowgun Legends.

## Réception
| Agrégateur                    | Score                                |
| ----------------------------- | ------------------------------------ |
| Metacritic                    | 72/100                               |
| Notes d'évaluation            |                                      |
| Publication                   | Score                                |
| Edge                          | 4/10                                 |
| IGN                           | 7/10                                 |
| 148Apps                       | [ 17 ]                               |
| AppSpy                        | 4/5                                  |
| MacLife                       | [ 19 ]                               |
| Pocket Gamer                  | 8/10                                 |
| Slide to Play                 | 3/4                                  |
| TouchArcade                   | [ 20 ]                               |
| TouchGen                      | [ 21 ]                               |
| Prix                          |                                      |
| Publication                   | Prix                                 |
| Application mobile de l'année | Application mobile de l'année (2012) |
| Jeu tchèque de l'année        | Jeu mobile de l'année (2011)         |
| Choix du joueur TegraZone     | Meilleur graphisme (2011)            |

Shadowgun a reçu des critiques généralement positives. Le jeu détient une note globale de 72 sur 100 sur Metacritic, basée sur 24 critiques. Le jeu a été présenté dans l'App Store Rewind (2011) et a également été inclus dans l'App Store Essentials Hall of Fame.
Edge n'a pas été impressionné, notant le jeu 4 sur 10. Ils ont fait l'éloge des graphismes, mais se sont montrés très critiques à l'égard de la conception des niveaux et de la jouabilité : « il fait un travail assez décent pour vous convaincre que les jeux de tir à la troisième personne peuvent être bien contrôlés par l'écran tactile d'un appareil iOS. Malheureusement, le flair technique évident de Madfinger fait presque entièrement défaut lorsqu'il s'agit de la conception des niveaux, des armes et de tout autre type de conception [...] Shadowgun s'installe dans une ornière en quelques minutes et ne parvient pas à en sortir pendant toute la durée de sa généreuse campagne. C'est un modèle intelligent pour un futur divertissement, mais les détails doivent être travaillés. Quand il s'agit de mettre ce genre de jeu sur iOS, Madfinger a, à plus d'un titre, fait toutes les parties ennuyeuses ». Thorin Klosowski, de TouchArcade, a également été déçu, donnant au jeu une note de 3 sur 5 et écrivant : « C'est un beau jeu, l'un des meilleurs sur iOS, mais il est tellement truffé de trous, de plantages, de bugs et de répétitions qu'il est plus facile d'en sortir frustré qu'émerveillé [...]. [...] la majeure partie du jeu suit la même formule à répétition : on entre dans une zone, on déclenche un événement, les ennemis se précipitent, on se cache, on tire ».
Justin Davis d'IGN lui a attribué une note de 7 sur 10. Lui aussi a été impressionné par les graphismes, le qualifiant de « l'un des plus beaux jeux mobiles jamais créés ». Cependant, comme Edge, il a critiqué la jouabilité de base : « Shadowgun est compétent à tous points de vue, mais n'a rien d'exceptionnel, hormis son aspect visuel. Le jeu est amusant du début à la fin, mais il n'est pas susceptible d'épater les gens avec son gameplay de la même manière qu'avec ses graphismes ».
Carter Dobson de 148Apps a donné au jeu une note de 4 sur 5, écrivant : « Le jeu dans son ensemble est très répétitif et basique ; le combat a tendance à consister en un même processus de « se mettre à l'abri et tirer sur les ennemis lorsque le réticule devient rouge » ». Cependant, il a conclu que « les fans de jeux de tir qui recherchent un jeu avec des valeurs de production élevées et un gameplay de qualité console adapté aux mobiles vont adorer ce jeu ». Andrew Nesvadba d'AppSpy lui a également attribué une note de 4 sur 5, critiquant l'intrigue mais écrivant que « Shadowgun est une soirée amusante de jeu de tir solide ». Nigel Wood, de TouchGen, lui a également attribué une note de 4 sur 5 : « Malgré ses défauts, notamment la courte campagne solo et l'absence de multijoueur, je vous recommande sans hésiter de télécharger Shadowgun [...] une conception de niveau remarquable, de l'action à couvert et des éléments de décor solides, le tout enveloppé dans une histoire agréable digne d'un film de série B et, bien sûr, une présentation époustouflante. Rien qu'en tant que vitrine graphique - de ce que l'on peut réaliser sur iOS avec le moteur Unity - il vaut le coup ».
Seamus Bellamy, de MacLife, a été plus impressionné, donnant au jeu une note de 4,5 sur 5, et concluant que « Shadowgun, qui a l'air et se joue comme un titre AAA, vaut bien votre attention et votre argent ». Will Wilson, de Pocket Gamer, lui a donné une note de 8 sur 10, lui attribuant un « Silver Award » et louant les graphismes, les commandes, les combats de boss et le son, en particulier le jeu vocal. Il a qualifié le jeu de « meilleur jeu d'action à la troisième personne disponible sur les mobiles, avec des graphismes époustouflants et des commandes précises ». Jason D'Aprile, de Slide To Play, lui a attribué une note de 3 sur 4 en déclarant que « Shadowgun possède certainement les meilleures qualités de production que nous ayons vues sur un appareil mobile ». Ils ont fait l'éloge de l'utilisation du moteur Unity, le comparant à l'utilisation mobile du moteur Unreal Engine 3 dans des jeux comme Infinity Blade ; « les modèles de personnages sont superbes, les niveaux sont nets et détaillés, et bien que le jeu soit principalement un jeu de tir basé sur des couloirs, les magnifiques arrière-plans donnent une grande impression d'échelle. La fréquence d'images est impressionnante et solide, même avec plusieurs ennemis à l'écran ». En fin de compte, cependant, il a trouvé le jeu trop dérivé de Gears of War 3 : « Il est regrettable que Madfinger n'ait pas fait beaucoup d'efforts pour créer quelque chose de plus qu'un simple hommage à un jeu de console. Shadowgun se contente de faire joli et de faire exploser des choses. Ce n'est pas une mauvaise chose, mais c'est quand même une occasion manquée ».